# Agave wildingii
Agave wildingii är en sparrisväxtart som beskrevs av Agostino Todaro. Agave wildingii ingår i släktet Agave och familjen sparrisväxter. Inga underarter finns listade i Catalogue of Life.